# 江原桂三郎 (初代)
初代 江原 桂三郎（えばら けいざぶろう、文久3年1月20日〈1863年3月9日〉 - 1929年〈昭和4年〉6月6日）は、明治から大正時代の政治家、実業家。群馬県前橋市長、第12代群馬県会議長、前橋市会議長、群馬中央銀行（現・群馬銀行）頭取。

## 経歴
坂本金十郎の三男として、武蔵国児玉郡児玉町（現・埼玉県本庄市）に生まれる。
前橋の江原都奈（つな）の養子となり、資産家・江原家の分家を継いだ。
1892年（明治25年）第1回前橋市会議員選挙に当選。以後1896年（明治29年）から翌年まで市会副議長、1898年（明治31年）から1903年（明治36年）まで市会議長を務める。1903年（明治36年）に群馬県会議員に当選、1905年（明治38年）県会議長となる。1910年（明治43年）2月、前橋市長に就任し、市長在職中に一府十四県連合共進会の開催、市立高等女学校の開設などを行い、翌1911年（明治44年）9月20日退職。1922年（大正11年）から1929年（昭和4年）まで前橋商業会議所（商工会議所）会頭。
ほか、上毛倉庫社長、上毛物産銀行専務取締役、三十九銀行取締役、群馬中央銀行頭取、群馬県農工銀行頭取などを歴任した。
1929年（昭和4年）6月6日死去。同日付で正七位に叙される。戒名は松岳院清幽香桂居士。墓所は天川町（現・朝日町4丁目）の千日庵。

## 親族
- 岳父：江原芳平（貴族院多額納税者議員）[5][7]
- 子：江原桂三郎 (2代)（初名：亮次、前橋市長）